# 彩虹 (柚子單曲)
《彩虹》（虹）是日本柚子乐队的第29張單曲。2009年9月2日由其所属公司Senha&Company发售。

## 解說
- 此單曲為柚子在2009年發行的第3張單曲
- 在官方網頁上被稱為「以壓倒性比例感的濃厚弦音」
- 《彩虹》是由2009年1月開始製作，用了半年時間才完成。結果成為了柚子眾多歌曲中費時最長來製作的一首。在2009年9月4日的Music Station上，北川悠仁提到「在製作的過程中感覺到，錄音的時候也感覺到這首歌可能會成為柚子的一首代表作，所以很重視其製作。」
- 同時收錄於2009年10月7日發行的原創專輯『FURUSATO』中

## 收錄內容
1. 虹
  - 作詞、作曲：北川悠仁
  - 日本生命的廣告「浅田真央 很多的支持」版的廣告歌
2. Re:Start
  - 作詞、作曲：岩澤厚治